# Панама
Панама (шп. Panamá), или званично Република Панама (шп. República de Panamá), је најјужнија држава Средње Америке. Смештена је на превлаци која спаја Северну и Јужну Америку, граничи се са Костариком према западу, Колумбијом према југоистоку, према северу излази на Карипско море а према југу на Тихи океан. Главни град је Панама.
Шпанци су истражили и настанили Панаму у 16. веку, од Шпаније се отцепила 1821. године и заједно са Вицекраљевством Нова Гранада, Еквадором и Венецуелом формирала је Велику Колумбију. Након распада Велике Колумбије 1831. године, Панама се нашла у саставу Нове Гранаде, која је касније преименована у Колумбију. Уз подршку САД, Панама се 1903. године отцепила од Колумбије, након чега су Американци на њеној територији изградили Панамски канал. Године 1977. потписан је споразум којим је дефинисан пренос власништва над Панамским каналом са САД на Панаму до краја 20. века.
Приходи од такси које се наплаћују за пролазак кроз Панамски канал представљају значајан део БДП-а Панаме. Према индексу хуманог развоја за 2010. годину Панама је на четвртом месту у Латинској Америци, и на 54. месту у свету. Од 2010. привреда Панаме је друга по конкурентности у Латинској Америци.

## Порекло имена
Постоји неколико теорија о пореклу имена панама. Неки верују да је земља добила име по широко раширеној врсти дрвета. Други верују да су први досељеници у Панаму дошли у месецу августу, када је много лептира, и да име значи „много лептира“ на језику урођеника.
Највише прихваћена теорија је да су се рибарско село и оближња плажа звали Panamá, што је значило обиље рибе. У ово село је дошао капетан Антонио Тељо де Гузман 1515. током истраживања Пацифика.
У суштини Панамци верују да реч панама значи обиље рибе, дрвећа и лептира. То је званична дефиниција у уџбеницима које је одобрило Министарство образовања Панаме. Међутим, други верују да реч панама долази из језика народа Куна од речи bannaba што значи удаљен или веома далек.

## Историја

### Преколумбовско доба
Панамска превлака је створена пре отприлике три милиона година чиме су коначно спојене континенталне масе данашње Северне и Јужне Америке. Постојање превлаке је имало утицај на кретање људи, пољопривреду и технологију на целом америчком континенту од појаве првих ловаца и сакупљача до ере села и градова.
Најстарији предмети домородачких народа који су откривени у Панами су врхови стрела палеоиндијанаца. На налазишту Монагриљо, у раздобљу од 2500. до 1700. пре н. е, су се налазиле индијанске културе код којих су забележени први грнчарски предмети на америчком континенту. Ове културе су се знатно развиле а томе најбоље говоре величанствене сахране које су се одвијале од 500. до 900. године нове ере и прелепа грнчарија у боји са налазишта Гран Кокле. Монументалне монолитне скулптуре на налазишту Барилес такође говоре о древним културама на панамској превлаци.
Пре доласка Европљана, широм данашње Панаме су живели народи Чибчан, Чокоан и Куева, међу којима је најбројнија била заједница народа Куева. Не постоје прецизни показатељи о бројности урођеничких народа на панамској превлаци при доласку Европљана. Највише процене се крећу до два милиона људи али према новијим студијама тај број је око двеста хиљада.
Урођеничко становништво је потпуно истребљено између 1510. и 1535. током шпанске колонизације ове области. Након масакра највеће заједнице, народа Куева, острво Чуче је настањено робовима из Африке, које су Шпанци довели ради вађења бисера.

### Доба освајања
Родриго де Бастидас је, у потрази за златом, пловећи западно од Венецуеле 1501. постао први Европљанин који је истражио панамску превлаку. Годину дана касније, Кристифор Колумбо је посетио превлаку и основао краткотрајну насеобину у данашњој провинцији Даријен. Тешко вијугаво путовање Васка Нуњеза де Балбое од Атлантика до Пацифика током 1513. показало је да је панамска превлака у ствари пут између морâ па је убрзо Панама постала раскрсница и средиште трговине Шпанске империје у Новом свету. Злато и сребро је бродовима довожено из Јужне Америке, превожено преко превлаке, и товарено на бродове за Шпанију. Овај пут је био познат као Краљевски пут (шп. Camino Real), иако је незванично знан као Пут крстова (шп. Camino de Cruces) због мноштва гробница дуж пута.
Панама је триста година била део Шпанске империје, од 1538. до 1821. Од почетка колонизације Европљана, панамски идентитет је био заснован на осећању географске судбине, а панамско богатство је варирало са геополитичком важношћу превлаке. Колонијално искуство је такође подстакло панамски национализам као и расна сложеност и велика раслојеност друштва, извор унутрашњих сукоба који су спречавали обједињавање националистичких снага.
Краљевска аудијенција Панаме (шп. Real Audiencia de Panama) је основана 1538. Пре освајања Перуа имала је власт од Никарагве до рта Хорн. Краљевска аудијенција је била судска област која је имала улогу апелационог суда.
Шпанске власти су имале незнатну власт над највећим делом Панаме, тако да су велике области остале неосвојене све до пред крај шпанске владавине. Због овога, домородачки народи су често сматрани ратничким индијанцима (шп. indios de guerra), те су се супротстављали покушајима Шпанаца да их покоре или покрсте. Међутим, Панама је била стратешки изузетно важна Шпанији јер је она представљала најкраћи пут за транспорт сребра из Перуа у Европу. Товари сребра су искрцавани у Панами и затим одношени копном до Портобеља или Номбре де Диоса на карипској страни превлаке ради даљег транспорта.
Услед непотпуне шпанске контроле Панамски пут је био изложен нападима пирата (углавном Холанђана и Енглеза) и Африканаца из новог света тзв. симарона, људи који су се ослободили ропства и живели су око Краљевског пута у унутрашњости Панаме и на острвима панамске пацифичке обале. Једна таква позната заједница којом је владао Бајано од 1552. до 1558. била је равна малом краљевству. Симарони су помагали сер Франсису Дрејку у препадима на Панаму 1572. и 1573. године. Да би се одбраниле од Дрејка шпанске власти су 1582. морале да склопе савез са симаронима којим су им гарантовали слободу а заузврат добиле војну помоћ.
Током колонизације Панаме домородачки народи су се повлачили у шуме и на околна острва. Научници верују да су, поред многобројних чинилаца, заразне болести биле главни узрок смањења броја америчких Индијанаца. Домородачко становништво није имало развијен имунитет на болести које су вековима биле присутне код Европљана.
Благостање које је уживала током прва два века (1540–1740) доприносећи напретку царства; постојање широке регионалне судске власти (Краљевска аудијенција) као дела њене надлежности; и главна улога коју је одиграла на врхунцу Шпанске империје – прве модерне глобалне империје – допринели су дефинисању посебног осећања за аутономију као и регионалног тј. националног идентитета у Панами знатне пре него у другим колонијама.
Окончање постојања енкомјенда (шп. encomienda) на полуострву Азуеро подстакло је освајање Верагваса 1558. године. Под вођством Франсиска Васкеза, област Верагвас је исте године пала под шпанску власт. У новоосвојеној области уведен је систем енкомјенда. С друге стране, панамски покрет за независност може се посредно повезати са укидањем система енкомјенда на полуострву Азуеро, што је предложила шпанска Круна, због учесталих протеста локалног становништва против злостављања домородачког становништва. Да би им се удовољило уведен је систем малих и средњих газдинстава, чиме је смањена моћ великих земљопоседника.
На панамској превлаци Краљевина Шкотска је направила колонију 1698. године која је убрзо пропала. Настали дуг због трошкова колоније допринео је настанку уније Енглеске и Шкотске 1707. године.
Гусар Хенри Морган је 1671, уз одобрење енглеске владе, опљачкао и спалио град Панаму – други најважнији град међу шпанским поседима у Америци тог доба. Након стварања Вицекраљевства Нова Гранада 1717. године Панамска превлака се нашла у његовом саставу. Међутим, удаљеност главног града Нове Гранаде, Санта Фе де Боготе се показало већом препреком него што је шпанска Круна претпостављала, јер је ауторитет Нове Гранаде био оспорен близином и претходним везама са вицекраљевством у Лими. Ова неудобна повезаност између Панаме и Боготе ће потрајати вековима.
Бискуп Франсиско Хавијер де Луна Викторија и Кастро је 1744. године основао Универзитет Сан Игнасио де Лојола а 3. јуна 1749. је основао Универзитет Сан Хавијер. У ово време значај и утицај Панаме је постао безначајан јер је моћ Шпаније у Европи опала а напредак у техници навигације је олакшавао путовање око рта Хорн. Иако је Панамски пут био кратак он је такође захтевао велики утрошак радне снаге и повећане трошкове због претовара робе.
Током друге половине 18. и прве половине 19. века, миграције у унутрашњост су смањиле број становника града Панаме. Такође, дошло је до развоја терцијарног на уштрб примарног сектора.

### 19. век
Са почетком Борбе за независност Латинске Америке град Панама се припремао за независност; међутим, њихови планови су убрзани након одлуке становника Азуера 10. новембра 1821. да прогласе независност од Шпанске империје без подршке из Панаме. У Верагвасу и у главном граду овај чин је дочекан са презиром, иако са различитим виђењем. За Верагвас ово је био чин потпуне издаје, док је у главном граду доживљен као неефикасан и нерегуларан.
Ипак, овај догађај је уздрмао панамску превлаку до сржи. У граду Панами се на ове догађаје гледало са презиром јер је сматрано да се становници Азуера не боре само за независност од Шпаније већ и за самосталност своје области након одласка Шпанаца.
Након одласка бившег гувернера, генерала Хуана де ла Круза Мурхеона, у октобру 1821. у Кито, команду је преузео пуковник Хуан де Фабрега, чврсто одан шпанској Круни. Међутим, до 10. новембра исте године сепаратисти су успели да преобрате пуковника Фабрегу, који се сада ставио на страну која је заговарала независност од Шпаније. Убрзо након декларације о отцепљењу у Лос Сантосу, Фабрега је позвао све организације које су тежиле ка независности, и званично је објавио подршку града Панаме за независност. Војни сукоби су вешто избегнути захваљујући подмићивању ројалистичких трупâ.

### Независност
Осамдесет година по стицању независности од Шпаније, Панама је била департман Колумбије, пошто јој се добровољно прикључила крајем 1821. године. Становници панамске превлаке су неколико пута покушали да се отцепе а били су близу циља 1831, и током Хиљадудневног рата од 1899. до 1902. Када је Сенат Колумбије одбио Хеј-Еранов споразум, Сједињене Америчке Државе су одлучиле да подрже панамски покрет за независност. У новембру 1903. Панама је прогласила независност и закључила Споразум Хеј/Бино-Вариља са Сједињеним Државама. Према споразуму САД су добиле право на Зону Панамског канала у ширини од 10 и дужини од 50 km. У тој зони САД је омогућено да направе канал, затим да управљају, утврђују и да га вечно бране. САД су 1914. изградњом 83 km довршиле изградњу канала. Од 1903. до 1968. Панама је била земља либералне демократије којом су владали богати трговци. Током педесетих година 20. века панамска војска почиње да нарушава политичку хегемонију богатих трговаца. 
Током преговора о Споразуму Роблес-Џонсон 1967. године одржани су избори. Кандидати су били др Арнулфо Аријас Мадрид, Антонио Гонзалез Ревиља и инжењер Давид Самудио, ког је подржавала влада. Самудио је био кандидат Народне алијансе (шп. Alianza del Pueblo), Аријас Мадрид је био кандидат Народног савеза (шп. Unión Nacional), док је Гонзалез Ревиља био кандидат хришћанских демократа (шп. Democracia Cristiana).
Аријас Мадрид је проглашен за победника избора које је обележило насиље и оптужбе Народне алијансе да су лажирани. Дужност председника Аријас Мадрид је преузео 1. октобра 1968, обећавши да ће водити владу народног јединства која ће сузбити корупцију и утрти пут новој Панами. Недељу и по дана касније, 11. октобра 1968, Национална гарда је свргнула Аријаса након чега долази до сукоба који ће кулминирати инвазијом САД 1989. године. Аријас, који је обећао да ће поштовати хијерархију Националне гарде, прекршио је договор и започео велике промене у њој. Да би сачували позиције гарде потпуковник Омар Торихос Ерера и мајор Борис Мартинез предводили су први војни пуч против демократске власти у историји Панаме.
Војска је правдала своје поступке тиме што је тврдила да Аријас Мадрид покушава да уведе диктатуру, и обећавала је повратак у уставне оквире. У међувремену, да би придобила подршку народа Национална гарда је применила низ популистичких мера. Међу њима је и замрзавање цена хране, лекова и других добара до 31. јануара 1969. Паралелно са овим војска је почела да спроводи репресију над опозицијом, која је означена као комунистичка. Војска је именовала Привремену владу хунте која ће припремити нове изборе. Међутим, Национална гарда је показала да ће веома тешко предати власт и ускоро је почела да себе назива Револуционарна влада (шп. El Gobierno Revolucionario).

### Војна диктатура
Током владавине Омара Торихоса војни режим је преобразио политичку и привредну структуру земље чинећи доступнијим услуге социјалне заштите и ширењем образовања. Ради промене устава, која је обављена 1972. године, војска је створила нову институцију – Скупштину представника општина, која је заменила Народну скупштину. Нову скупштину, познату и као снага народа (шп. Poder Popular) чинило је 505 чланова које је одабрала војска без учешћа политичких партија, чији је рад био забрањен током диктатуре војне хунте. Новим уставом Омар Торихос је проглашен за максималног вођу панамске револуције (шп. Líder Máximo de la Revolución Panameña), и додељена му је неограничена власт на шест година, мада је, ради поштовања устава, Деметрио Б. Лакас именован за председника на исти период. Торихос је погинуо у авионској несрећи 1981. а спекулисало се да је његову погибију организовала Ција с обзиром да се противио поновним преговорима о Панамском каналу са Роналдом Реганом. 
Торихосова смрт је променила тон политичких промена у Панами. Упркос уставним променама из 1983, којима је забрањена уплитање војске у политику, Панамске одбрамбене снаге (шп. Fuerzas de Defensa de Panamá) су наставиле да доминирају политичким животом Панаме. У то време генерал Мануел Норијега је имао потпуну власт над Панамским одбрамбеним снагама и владом Панаме.
На изборима 1984. кандидати су били: Николас Ардито Барлета Ваљарино, ког је подржала војска у коалицији UNADE; др Арнулфо Аријас Мадрид, испред опозиционе коалиције ADO; бивши генерал Рубен Дарио Паредес, испред Народне националистичке странке (шп. Partido Nacionalista Popular) и Карлос Иван Зуњига, кандидат Странке народне акције (шп. Partido Acción Popular). Николас Ардита Барлета је проглашен за победника избора, иако је било јасно да је победио Арнулфо Аријас Мадрид. Ардито Барлета је преузео државу са огромним привредним проблемима и дугом према ММФ-у и Светској банци. Усред економске кризе и Барлетиних покушаја да смири стране кредиторе дошло је до уличних протеста те се појачала репресија војске.
У међувремену, Норијегин режим је развио добро скривену економију подземља која је представљала паралелни извор прихода за војску и њихове савезнике, обезбеђујући приходе од дроге и прања новца. Током последњих година војне диктатуре долази велики број кинеских миграната са циљем одласка у Сједињене Државе. Кријумчарење Кинеза је био веома уносан посао за Норијегин режим јер су годишњи приходи износили око 200 милиона долара.
Током војне диктатуре, коју су подржавале Сједињене Америчке Државе, више од сто Панамаца је убијено и мучено а још барем сто дисидената је приморано на изгнанство. Норијега је такође почео да игра двоструку улогу у Средњој Америци под надзором Ције. Док је група Контадора покушавала да дипломатским путем успостави мир у региону, Норијега је снабдевао оружјем и муницијом побуњенике у Никарагви и околним државама.
Пуковник Роберто Дијаз Ерера је 6. јуна 1987. отказао послушност режиму. Он је објавио детаље о изборној превари, оптужио је Норијегу за планирање убиства Торихоса, обзнанио је да је Торихос примио 12 милиона долара од иранског шаха да би добио политички азил у Панами, такође је окривио Норијегу за убиство опозиционог лидера Уга Спадафора.
У ноћи 9. јуна 1987. створена је организација Cruzada Civilista која је подстицала на грађанску непослушност. Ова организација је позвала на генерални штрајк. Као одговор на ове догађаје војска је суспендовала устав и прогласила ванредно стање. Десет јуна Cruzada Civilista је позвала народ на масовне демонстрације које је сурово сузбила специјална јединица војске. Тог дана, касније познатог као црни петак (шп. El Viernes Negro), је око шестсто људи повређено и још шестсто је ухапшено, касније мучено и силовано.
Председник САД Роналд Реган је након ових догађаја увео санкције војном режиму. САД су током лета 1987. замрзле економску и војну помоћ Панами као одговор на политичку кризу у Панами и напад на америчку амбасаду. Ипак ове санкције нису дале резултате у свргавању Норијеге већ су само нанеле штету панамској привреди. Друштвени производ је пао за 25 посто између 1987. и 1989.
Тужилаштва у Тампи и Мајамију су 5. фебруара 1988. оптужили генерала Мануела Норијегу за трговину дрогом.
У априлу 1988. председник САД Роналд Реган применио је закон којим су замрзнути улози панамске владе у свим организацијама у САД. У мају 1989. Панамци су у великом броју гласали за анти-Норијегиног кандидата, међутим Норијегин режим је поништио изборе и поново почео да спроводи репресивне мере.

#### Инвазија САД
Председник САД, Џорџ Х. В. Буш је 19. децембра 1989. одлучио да примени силу против Панаме, одобривши операцију за коју је тврдио да је неопходна ради заштите живота држављана САД у Панами, одбране демократије и људских права, борбе против трговине дрогом, и обезбеђивања функционисања Панамског канала, како је дефинисано Споразумима Торихос-Картер (Њујорк тајмс, Транскрипт обраћања председника Буша).
Сједињене Државе су одобриле операцију Праведни циљ јер су сматрале да је то неопходно ради повратка демократије и обезбеђивања функционисања Панамског канала. Операција је почела 20. децембра 1989. и представљала је највећу војну акцију Сједињених Америчких Држава од завршетка Вијетнамског рата. Током инвазије која је трајала две недеље погинуло је више стотина цивила и војника.
Највише је било погођено градско становништво, од којих су многи живели испод линије сиромаштва. Уједињене нације су 1995. истакле да је инвазија довела до расељавања двадесет хиљада људи. Највише је погођена област Ел Чориљо где је након избијања пожара потпуно уништено неколико блокова зградâ. Штета која је нанета привреди Панаме износила је између 1,5 и 2 милијарде долара. Незапосленост је била рекордно висока јер је државни апарат био у распаду. Међутим, већина Панамаца је подржала инвазију.

### Период после инвазије
Изборни суд Панаме је брзо реаговао с циљем успоставе владавине закона, признао је резултате избора из маја 1989, и потврдио је победу председника Гиљерма Ендаре и потпредседникâ Гиљерма Форда и Рикарда Аријаса Калдерона.
Током петогодишње владавине влада је имала велике проблеме да испуни велика очекивања јавности. Нове полицијске снаге су представљале велики напредак у односу на своје претходнике али нису биле у стању да у потпуности сузбију криминал. На изборима за председника одржаним 1. септембра 1994. изабран је Ернесто Перез Баљадарес.
Перез Баљадарес је био кандидат коалиције три странке, у којој је најзначајнија била Демократска револуционарна странка (ДРС) (шп. Partido Revolucionario Democrático), некадашње политичко крило војне хунте. Перез Баљадарес је током кампање вешто успео да промени слику ДРС-а, склањајући се иза Торихосове политике, уместо приче о везама ове странке са Норијегом. Захваљујући нејединству других странака успео је да победи на изборима са освојених 33 посто гласова. Његова администрација је спровела привредне реформе и блиско је сарађивала са САД на примени споразумâ о Панамском каналу.
Миреја Москосо, удовица бившег председника Арнулфа Аријаса Мадрида, преузела је дужност 1. септембра 1999, након што је победила кандидата ДРС-а Мартина Торихоса, сина Омара Торихоса. Током своје владавине покушала је да оснажи социјалне програме. Њена администрација је успешно преузела управљање Панамским каналом.
Мартин Торихос је на изборима 2004. постао председник и добио је већину у законодавном телу. Своју кампању је базирао на нултој толеранцији према корупцији, проблему с којим су се суочавале администрације Перез Баљадареса и Москосове. Након преузимања дужности, Торихос је одобрио већи број закона којима је рад владе постао белоданији. Основао је Национални савет против корупције чији су чланови били највиши функционери владе, као и грађанског друштва, синдиката, и верске вође. Поред тога, већи број његових најближих сарадника у влади биле су непартијске личности, стручњаци који су подржавали Торихосове циљеве у борби против корупције. Иако се Торихосова администрација јавно борила против корупције, многи велики случајеви у које је био уплетен политички и пословни врх, нису никада разјашњени.
Конзервативни трговински магнат Рикардо Мартинели изабран је за наследника Мартина Торихоса у мају 2009. Мартинели је добио 60 посто гласова као кандидат коалиције четири странке - Савез за промене а његов противкандидат је добио 37 посто гласова.

## Политика
Извршну власт у Панами имају председник државе и влада. Председник Панаме је уједно и председник владе. Законодавну власт чине влада и народна скупштина. Судска власт је одвојена од извршне и законодавне.
Гласање на изборима је обавезно за све особе старије од 18 година. Избори за извршну и законодавну власт се обављају сваких пет година. Чланове судске власти одређује председник државе. Посланици за народну скупштину се бирају по пропорционалном систему, тако да и много мањих партија има своје представнике у овом телу. Председник се бира са релативном већином гласова. Примера ради током последњих четири избора само је на једнима председник добио више од 50 посто гласова.
Од инвазије САД и окончања 21-годишње војне диктатуре, у Панами је власт четири пута промењена мирним путем. Политичком сценом доминирају две велике странке и неколико малих странака.

### Политичка култура
Од завршетка војне диктатуре Мануела Норијеге 1989. године, Панама је успешно завршила пет мирних преноса власти на супротстављене политичке фракције. Политичким пејзажом доминирају две велике странке и многе мање странке, од којих су многе више вођене појединачним лидерима него идеологијама. Бивши председник Мартин Торихос син је генерала Омара Торихоса. Наследио је Миреју Москосо, удовицу Арнулфа Аријаса.

### Војска
Панамске јавне снаге су националне снаге безбедности Панаме. Панама је друга земља у Латинској Америци (прва је Костарика) која је трајно укинула своју постојану војску. Панама одржава наоружану полицију и снаге безбедности, као и мале ваздушне и поморске снаге. Задатак им је спровођење закона и могу да изводе ограничене војне акције.
Панама је 2017. године потписала уговор УН-а о забрани нуклеарног оружја.

## Административна подела
Панама је подељена на девет провинција, на челу којих се налазе гувернери, и на десет градова. Такође постоји и пет области које настањују разни урођенички народи.
Провинције
- Бокас дел Торо
- Чирики
- Кокле
- Колон
- Даријен
- Ерера
- Лос Сантос
- Панама
- Верагвас

Области
- Ембера
- Гуна Јала
- Нгобе-Бугле
- Куна де Мадуганди
- Куна де Варганди

## Географија

### Положај
Панама се налази у Средњој Америци, између Колумбије и Костарике, и Карипског мора и Тихог океана. По неким класификацијама територија Панаме источно од Панамског канала се сматра делом Јужне Америке. Панама је са 75.515 km² 118. земља по површини на свету.

### Геологија и рељеф
Главна одлика рељефа Панаме је средишњи планински венац који ствара континенталну вододелницу. Вододелница није део великог планинског венца Северне Америке а само код границе са Колумбијом су планине које припадају масиву Анда.
Планински венац који ствара вододелницу се у близини границе са Костариком зове Кордиљера де Таламанка. Даље према истоку постаје Серанија де Табасара а део венца код Панамског канала се често назива Сијера де Верагвас. У суштини, географи венац између Костарике и Панамског канала зову Кордиљера Сентрал.
Највиши врх у Панами је вулкан Бару, који је висок 3.475 m. Скоро непроходна џунгла формира Даријенов пролаз између Панаме и Колумбије. Шуме покривају око 40 посто територије. Од четрдесетих година 20. века површина под шумом је смањена за више од 50 посто.
Панама има најразноврснију флору и фауну у Средњој Америци.

### Воде
У Панами постоји око петсто река. Многе настају као брзи планински потоци, кривудају у долинама и формирају делте на обали. Река Чагрес (шп. Río Chagres) је једна од ширих и огроман је извор хидроелектричне енергије. Ова река се налази у централном делу Панаме. У средишњем делу њеног тока налази се брана Гатун, која формира вештачко језеро Гатун, део Панамског канала. Језеро је настало између 1907. и 1913. године, што је у то време било највеће вештачко језеро на свету а брана Гатун је такође била највећа на свету. Језеро Гатун отиче према северозападу у Карипско море. Поред овог, из реке Чагрес се водом снабдевају језера Кампија и Маден, такође велики извори хидроелектричне енергије.
Река Чепо (шп. Río Chepo), још један извор хидроелектричне енергије, је једна од више од 300 река које се уливају у Тихи океан. Реке које теку према Пацифику су дуже и спорије од оних које теку према Карипском мору. Њихови басени су пространији.
Једна од најдужих река која се улива у Тихи океан је Туира (шп. Río Tuira) која се улива у залив Сан Мигел и једина је река у Панами којом могу да се крећу већа пловила.

### Луке
До краја осамдесетих година 20. века Кристобал, на карипској страни Панамског канала, је био једина важнија лука у Панами. Бројна острва архипелага Бокас дел Торо, близу обале Костарике, пружају пространо природно сидриште и заштиту за луку Алмиранте. Више од 350 острва Сан Блас се протеже у дужини од 160 km дуж карипске обале.
Тренутно се са обе стране Панамског канала налазе транспортни терминали, Лука Кристобал и Лука Балбоа, које су на другом и трећем месту по претовару робе у Латинској Америци.
Лука Балбоа се простире на 182 хектара, има четири пристаништа и два вишенаменска пристаништа.
На пацифичкој обали Панаме у области Чарко Азул, и на карипској обали у провинцији Бокас дел Торо су луке где могу да пристају велики танкери за превоз нафте. Између ова два подручја протеже се транспанамски нафтовод у дужини од 131 km.

### Клима
Панама има тропску климу. Температуре су углавном високе, као и релативна влажност ваздуха а њихове промене током годишњих доба су незнатне. Дневне варијације температуре су мале; током суве сезоне јутарња температура у граду Панами је око 24 °C а максимална дневна је око 30 °C. Температура ретко прелази 32 °C. На пацифичкој обали температуре су нешто ниже него на карипској обали. На планинама су знатно више температуре, док је мраз уобичајен на Кордиљера де Таламанки на западу Панаме.
Климатске области нису одређене према температури, већ према падавинама, које се крећу од 1300 до преко 3000 милиметара годишње. Скора све падавине се излучују током кишне сезоне, која је обично од априла до децембра, али њена дужина варира јер може да траје од седам до девет месеци. Падавине су знатно веће на карипској него на пацифичкој обали. Просечне годишње падавине у граду Панами су око педесет посто веће него у Колону. Иако су пљускови са грмљавином карактеристични за кишну сезону Панама се налази ван подручја урагана.

### Флора и фауна
Већина Панаме је густа кишна шума, са мало савана или прерија. На влажној карипској обали шума је зимзелена, док је на сушој тихоокеанској страни шума полулистолична. Врста цветних биљака укупно има око 9.000 и укључују национални цвет, орхидеју Свети дух. Сисари настањени на превлаци су мравојед, армадило, слепи миш, јелен, опосум, ракун, тапир и многе сорте мајмуна. Гмизавци, посебно алигатори, бројни су дуж обала. Живот птица богат је и варира у зависности од присуства миграторних врста. Рибе има на претек, с тим што је пацифичка обала омиљени регион за спортски риболов.

## Становништво
Панама је у мају 2010. имала 3.405.813 становника. Местици чине 68%, црнци 10%, белци 15%, Азијати 1% а амерички Индијанци 6% становништва. У Панами постоји седам домородачких народа: Нгабе, Куна (Гуна), Ембера, Бугле, Воунан, Насо Тјерди (Терибе) и Бри Бри.
Више од половине становништва живи у подручју Панама – Колон, које обухвата неколико градова. Градско становништво чини више од 70%, што Панаму сврстава на прво место у Средњој Америци.
Шпански је службени и главни језик у Панами. За око 93 посто становништва шпански је први језик, иако много људи говори и шпански и енглески као матерњи језик, као што су Нгабере.
Панама је земља са најмање становника у којој је шпански службени језик у Латинској Америци. 
Панама има значајан број Африканаца са Антила и Кинеза. Данас у Панами има око педесет хиљада људи пореклом из Кине.
Црнци, који су дошли током колонијалног доба, живе у малим заједницама дуж карипске обале и у селима у прашуми у области Даријен. Углавном се баве риболовом и гајењем банана, пиринча и кафе као и сточарством. Током изградње Панамског канала доведен је велики број црнаца са Кариба, првенствено са Јамајке, Барбадоса и Тринидада. Њихови потомци су данас најбројнији у градовима Колон, Кристобал и Балбоа, као и у делу града Панаме Рио Абаху. У области Бокас дел Торо такође постоји бројна заједница црнаца пореклом са Кариба.
Најраширенија религија у Панами је римокатоличка – према разним изворима проценат католика је од 75 до 85 посто, док 15 до 25 посто чине евангелисти.
Процена је да има око 60.000 следбеника бахаизма а један од седам бахајских храмова се налази у Панами.
Постоје и мање групе Јевреја и муслимана које броје по десет хиљада следбеника, такође присутне су и мање заједнице индуса, будиста и растафаријанаца.

### Језици
Шпански је службени и доминантан језик. Шпански језик који се говори у Панами познат је као панамски шпански. Око 93 одсто становништва говори шпански као свој први језик. Многи грађани који имају посао на међународном нивоу или у пословним корпорацијама говоре и енглески и шпански језик. Око 14 процената Панамаца говори енглески; очекује се да ће овај број порасти јер Панама сада захтева наставу енглеског у својим државним школама. Матерњи језици, попут Нгебере, говоре се широм земље, углавном на њиховим матичним територијама. Преко 400 000 Панамаца држи се својих матерњих језика и обичаја. Око 4 процента говори француски, а 1 проценат говори арапски.

## Привреда
Последњих година привреда Панаме бележи велики раст, а просечна стопа раста БДП-а између 2006. и 2008. је била 10,4%. Панамска привреда спада међу најбрже растуће и најбоље управљане привреде у Латинској Америци. 
Као и већина земаља у региону и Панама осећа последице светске економске кризе, које би могле да пониште резултате постигнуте у претходном периоду. Незапосленост је у 2011. износила 4,5%
Упркос томе што спада у земље са средњим нивоом прихода – мерено БДП-ом по глави становника – Панама је и даље земља великих супротности. У Панами је 2011. године 27,6% становништва живело испод линије сиромаштва.

### Гране привреде
Због свог географског положаја Панама има веома развијен услужни сектор, нарочито банкарство, трговину и туризам. Након преноса власништва над Панамским каналом повећан је обим великих грађевинских пројеката. Панамски канал је од највећег значаја за привреду Панаме јер доноси милионске приходе од такси које се плаћају за пролазак кроз њега и обезбеђује велики број радних места.

## Култура
Култура Панаме потиче из европске музике, уметности и традиције коју су Шпанци донели у Панаму. Хегемонске снаге створиле су хибридне облике мешајући афричку и индијанску културу са европском. На пример, тамборито је шпански плес са афричким ритмовима, темама и плесним покретима.
Плес је типичан за разнолике културе у Панами. Локални фолклор може се доживети на мноштву фестивала, кроз игре и традиције које се преносе са колена на колено. Локални градови пуштају реге, регетон, хаитијано (компас), џез, блуз, салсу  и рок музику.

### Рукотворине
Изван града Панама током целе године одржавају се регионални фестивали на којима учествују локални музичари и плесачи. Комбинована култура Панаме огледа се у традиционалним производима, као што су дуборези, свечане маске и грнчарија, као и у архитектури, кухињи и фестивалима Панаме. У ранија времена корпе су се ткале за утилитарне потребе, али сада се многа села ослањају готово искључиво на приход од кошара које производе за туристе.
Пример неометане, јединствене културе у Панами је култура Гуне која је позната по молима. Мола је реч за блузу, али термин мола означава сложене везене панеле које су израђивале жене Гуне, а који чине предњи и задњи део женске блузе Гуна. То је неколико слојева тканине, различите боје, који су лабаво спојени, направљени обрнутим поступком наношења.

### Фестивали
Божићна парада, позната као El desfile de Navidad слави се у главном граду Панами. Овај празник се слави 25. децембра. Плутачи на паради украшени су у панамским бојама, а жене носе хаљине зване полере, а мушкарци традиционални монтуно. Поред тога, бенд који парадира, који се састоји од бубњара, забавља публику. У граду је велико божићно дрвце осветљено божићним лампицама и сви окружују дрво и певају божићне песме.

### Кухиња
Будући да на културно наслеђе Панаме утичу многи етнички припадници, традиционална кухиња земље укључује састојке из многих култура из целог света: мешавину афричких, шпанских и индијанских техника, јела и састојака, што одражава његову разноликост. С обзиром на то да је Панама копнени мост између два континента, има велику разноликост тропског воћа, поврћа и биља које се користи у домаћем кувању. Чувена рибља пијаца позната као Mercado de Mariscos нуди свеже морске плодове и кевиче, јело од морских плодова. Мале продавнице дуж улице које се називају киоско и емпанада, продају типично латиноамеричко пециво, које укључује низ различитих састојака, било са месом или вегетаријанско, углавном пржено. Друга врста пецива је пастелито, веома слично емпанадама.
Типична панамска храна је благог укуса, без оштрине неких панамских суседа Латинске Америке и Кариба. Уобичајени састојци су кукуруз, пиринач, пшенично брашно, јука (касава), говедина, пилетина, свињетина и морски плодови.

### Народна ношња
Панамска мушка традиционална одећа, названа монтуно, састоји се од белих памучних кошуља, панталона и тканих сламнатих капа.
Традиционална женска одећа је полера. Настала је у Шпанији у 16. веку, а почетком 1800-их била је типична у Панами, коју су носиле женске слуге, посебно мокре сестре. Касније су је усвојиле жене више класе. Квалитетна полера може коштати и до 10.000 долара, а може потрајати и годину дана да се заврши.

### Књижевност
Прва литература која се односи на Панаму може се датирати у 1535. годину, а модерни књижевни покрет појавио се од средине 19. века надаље.
Панамски историчар и есејист Родриго Миро (1912-1996) наводи Гонзала Фернандеза де Овиједа Валдеса као аутора првог панамског књижевног дела, приче о лику по имену Андреа де ла Рока, које је објављено у оквиру дела "Historia General y Natural de Las Indias" (1535).
Прва литература рођених у Панами долази из 17. века са насловом "Llanto de Panamá a la muerte de don Enrique Enríquez" (Плакање из Панаме на самрти Дон Енрике Енрикеза). Иако је ова антологија настала током Колоније, већину песама у њој написали су аутори рођени у Панами.
Панама није била изолована од револуционарних покрета који су тражили независност колонија од Шпаније. Настојање за независношћу остварено је независношћу Панаме од Шпаније 28. новембра 1821. Као и у другим колонијама, панамски романтизам био је повезан и под утицајем слободарских и националистичких схватања. Много литературе из тог периода произвели су аматерски аутори; професионалних аутора остало је мало.
1903. године Панама се одвојила од Колумбије; ово време је забележило врхунац модернизма у хиспанској књижевности. Први модерниста био је Дарио Херера (1870–1914), пријатељ и следбеник Рубена Дарија, којег је упознао у Буенос Ајресу. Други важан песник био је Леон Антонио Сото (1874–1902), који је умро у младости када га је полиција мучила због тога што је заговарао патриотизам Панаме.
Најпознатији песник је Рикардо Миро. Његова поема "Patria" је јако позната широм Панаме.

## Спорт
Бејзбол је најпопуларнији спорт у Панами и сматра се „националним спортом”. Неколико панамских играча су играли у МЛБ лиги, као Умберто Робинсон, први панамски играч у МЛБ. Кошарка је такође веома популарна, посебно у главном граду Панами. Бокс је једна од најраспрострањенијих спортских дисциплина, једна од легенди овог спорта је Роберто Дуран.
Фудбалери Панаме су осам пута учествовали на КОНКАКАФ златном купу. Најбољи пласман остварила је 2005. и 2013. године када је била другопласирана. Највећи успех репрезентације је пласман на Светско првенство 2018. године. Панама је играла у групи са Мексиком, Костариком, Хондурасом, САД и Триндидадом и Тобагом. Заузела је треће место са 13 бодова. Утакмице као домаћин игра на стадиону Ромел Фернандез у Панами.
Панама је на Олимпијским играма освојила три медаље, једну златну и две бронзане, закључно са Олимпијадом у Рио де Жанеиру 2016. Све три медаље донели су атлетичари, Ирвинг Саладино је освојио злато у скоку удаљ у Пекингу 2008. године.